# Rio Sela
O Sela (em castelhano: Sella) é um rio que corre na comunidade autónoma do Principado das Astúrias, em Espanha.
Nasce nos Picos de Europa, na Fonte do Inferno, na localidade de Fonseya, Sajambre (província de Leão) e desagua no mar Cantábrico, formando a ria de Ribadesella. Estende-se ao longo de 56 quilómetros, com um caudal médio anual de 42,79 m²/s. A sua bacia ocupa uma área de 1246 km².
Passa pelos municípios de Ponga, Amieva, Parres, Cangas de Onís e Ribadesella. Constituiu uma importante barreira natural na sua comarca, fazendo fronteira em quase todo o seu trajecto entre estes concelhos, particularmente entre Parres e Cangas de Onís, sendo parcialmente superada com a ponte medieval, conhecida como a Puente Romano, que une ambas margens na cidade de Cangas de Onís. Esta ponte é considerada uma das imagens mais emblemáticas das Astúrias.